# Al-Waqf, Syria
al-Waqf (tiếng Ả Rập: الوقف; tiếng Kurd: Weqfan) là một ngôi làng ở phía bắc tỉnh Aleppo, miền bắc Syria. Nằm khoảng 3 km (1,9 mi) phía tây nam của al-Rai, nó là một phần hành chính của Nahiya al-Rai ở quận al-Bab và có dân số 902 theo điều tra dân số năm 2004.